# Ptychadenidae
Ptychadenidae (лат.) — семейство бесхвостых земноводных. Представителей семейства ранее относили к настоящим лягушкам.

## Описание
Общая длина колеблется от 2 до 10 см. Наблюдается половой диморфизм: самки крупнее самцов. По внешнему виду и строению похожи на настоящих лягушек. Имеют вытянутую голову среднего размера, глаза немного навыкате. Туловище стройное, задние конечности массивнее передних. Второй палец длиннее остальных.
Окраска преимущественно серых, коричневых, оливковых, бурых цветов с тонкими тёмными или светлыми полосками, расположенными либо на спине, либо по бокам.

## Образ жизни
Населяют саванны, редколесья, горные местности, холмы, места у водоёмов. Активны днём, ведут наземный образ жизни. Питаются беспозвоночными, мелкой рыбой, головастиками.

## Размножение
Это яйцекладущие земноводные.

## Распространение
Обитают в Египте и Судане (вдоль течения Нила), а также к югу от пустыни Сахара (Африка), на острове Мадагаскар, Сейшельских и Маскаренских островах.

## Классификация
На октябрь 2018 года в семейство включают 3 рода и 60 видов:
- Hildebrandtia Nieden, 1907 (3 вида)

- Hildebrandtia macrotympanum (Boulenger, 1912) — Большеухая лягушка
- Hildebrandtia ornata (Peters, 1878) — Расписная лягушка
- Hildebrandtia ornatissima (Bocage, 1879) — Украшенная лягушка

- Lanzarana Clarke, 1982 (1 вид)

- Lanzarana largeni (Lanza, 1978) — Сомалийская лягушка

- Ptychadena Boulenger, 1917 (56 видов)

- Ptychadena aequiplicata (Werner, 1898) — Многогребнистая лягушка
- Ptychadena amharensis Smith, Noonan, and Colston, 2017
- Ptychadena anchietae (Bocage, 1868) — Уткоголосая лягушка
- Ptychadena ansorgii (Boulenger, 1905)
- Ptychadena arnei Perret, 1997
- Ptychadena baroensis Smith, Noonan, and Colston, 2017
- Ptychadena bibroni (Hallowell, 1845)
- Ptychadena boettgeri (Pfeffer, 1893)
- Ptychadena broadleyi Stevens, 1972 — Лягушка Бродли
- Ptychadena bunoderma (Boulenger, 1907)
- Ptychadena christyi (Boulenger, 1919) — Заирская лягушка
- Ptychadena chrysogaster Laurent, 1954 — Желтобрюхая лягушка
- Ptychadena cooperi (Parker, 1930) — Абиссинская лягушка
- Ptychadena erlangeri (Ahl, 1924)
- Ptychadena filwoha Largen, 1997
- Ptychadena gansi Laurent at al., 1965
- Ptychadena goweri Smith, Noonan, and Colston, 2017
- Ptychadena grandisonae Laurent, 1954
- Ptychadena guibei Laurent, 1954
- Ptychadena harenna Largen, 1997
- Ptychadena ingeri Perret, 1991
- Ptychadena keilingi (Monard, 1937)
- Ptychadena levenorum Smith, Noonan, and Colston, 2017
- Ptychadena longirostris (Peters, 1870) — Ходулочная лягушка
- Ptychadena mahnerti Perret, 1996
- Ptychadena mapacha Channing, 1993
- Ptychadena mascareniensis (Duméril & Bibron, 1841) — Гребнистая лягушка, или нильская лягушка
- Ptychadena mossambica (Peters, 1854) — Мозамбикская лягушка
- Ptychadena mutinondoensis Channing and Willem, 2018
- Ptychadena nana Perret, 1980
- Ptychadena neumanni (Ahl, 1924)
- Ptychadena newtoni (Bocage, 1886)
- Ptychadena nilotica (Seetzen, 1855)
- Ptychadena nuerensis Smith, Noonan, and Colston, 2017
- Ptychadena obscura (Schmidt & Inger, 1959) — Катангская лягушка
- Ptychadena oxyrhynchus (Smith, 1849) — Острорылая лягушка
- Ptychadena perplicata Laurent, 1964
- Ptychadena perreti Guibé & Lamotte, 1958 — Лягушка Перре
- Ptychadena porosissima (Steindachner, 1867) — Светлополосая лягушка
- Ptychadena pujoli Lamotte & Ohler, 1997
- Ptychadena pumilio (Boulenger, 1920) — Булькающая лягушка
- Ptychadena retropunctata (Angel, 1949) — Крапчатоногая лягушка
- Ptychadena schillukorum (Werner, 1908) — Суданская лягушка, или лягушка Флауера
- Ptychadena stenocephala (Boulenger, 1901) — Длинномордая лягушка
- Ptychadena straeleni (Inger, 1968)
- Ptychadena submascareniensis (Guibé & Lamotte, 1953) — Хрупкая лягушка
- Ptychadena subpunctata (Bocage, 1866) — Светлоперепончатая лягушка
- Ptychadena superciliaris (Günther, 1858) — Разногребнистая лягушка
- Ptychadena taenioscelis Laurent, 1954
- Ptychadena tellinii (Peracca, 1904)
- Ptychadena tournieri (Guibé & Lamotte, 1955) — Трёхполосая лягушка
- Ptychadena trinodis (Boettger, 1881) — Трёхбугорчатая лягушка
- Ptychadena upembae (Schmidt & Inger, 1959) — Длинноголовая лягушка
- Ptychadena uzungwensis (Loveridge, 1932) — Гребнеголовая лягушка
- Ptychadena wadei Largen, 2000

## Галерея

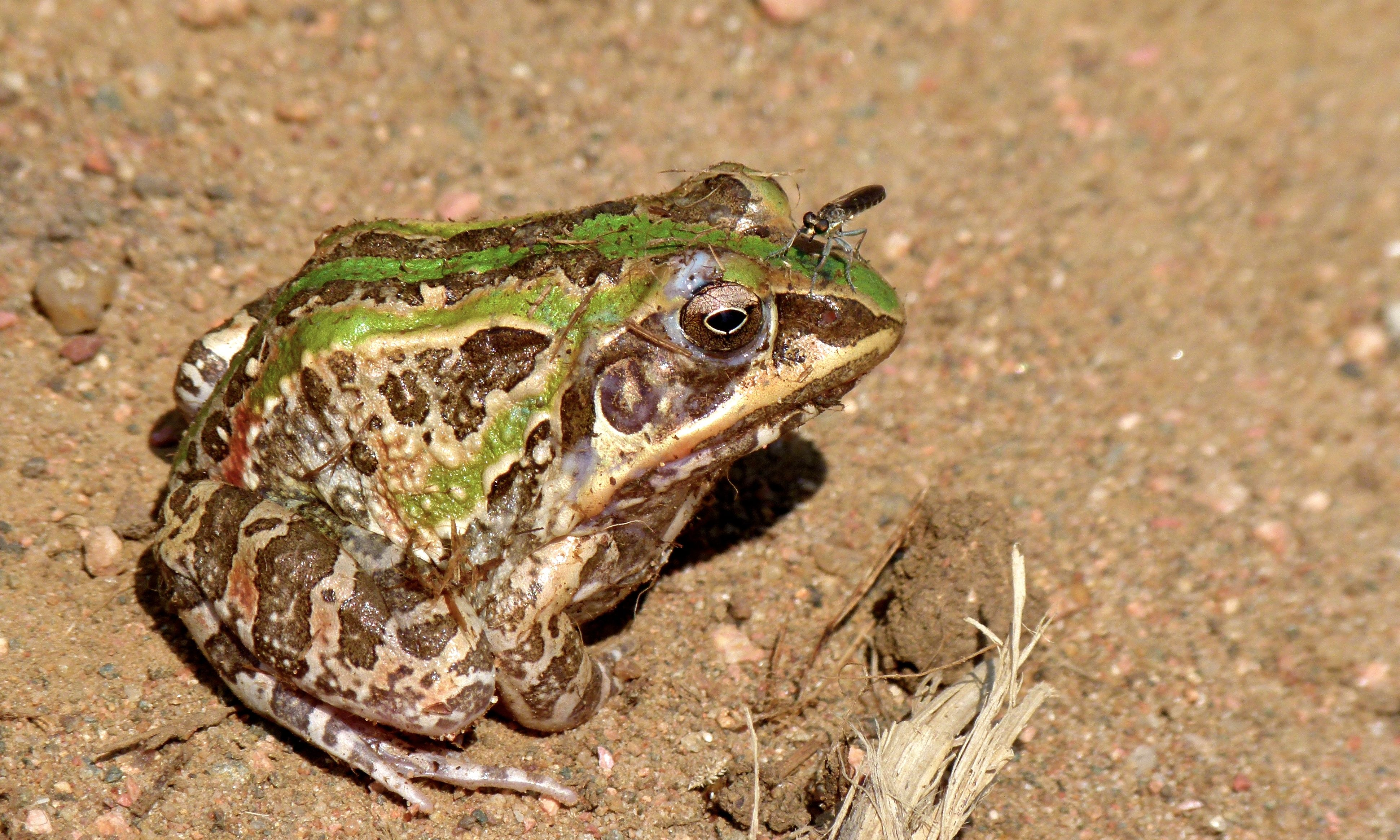
Расписная лягушка
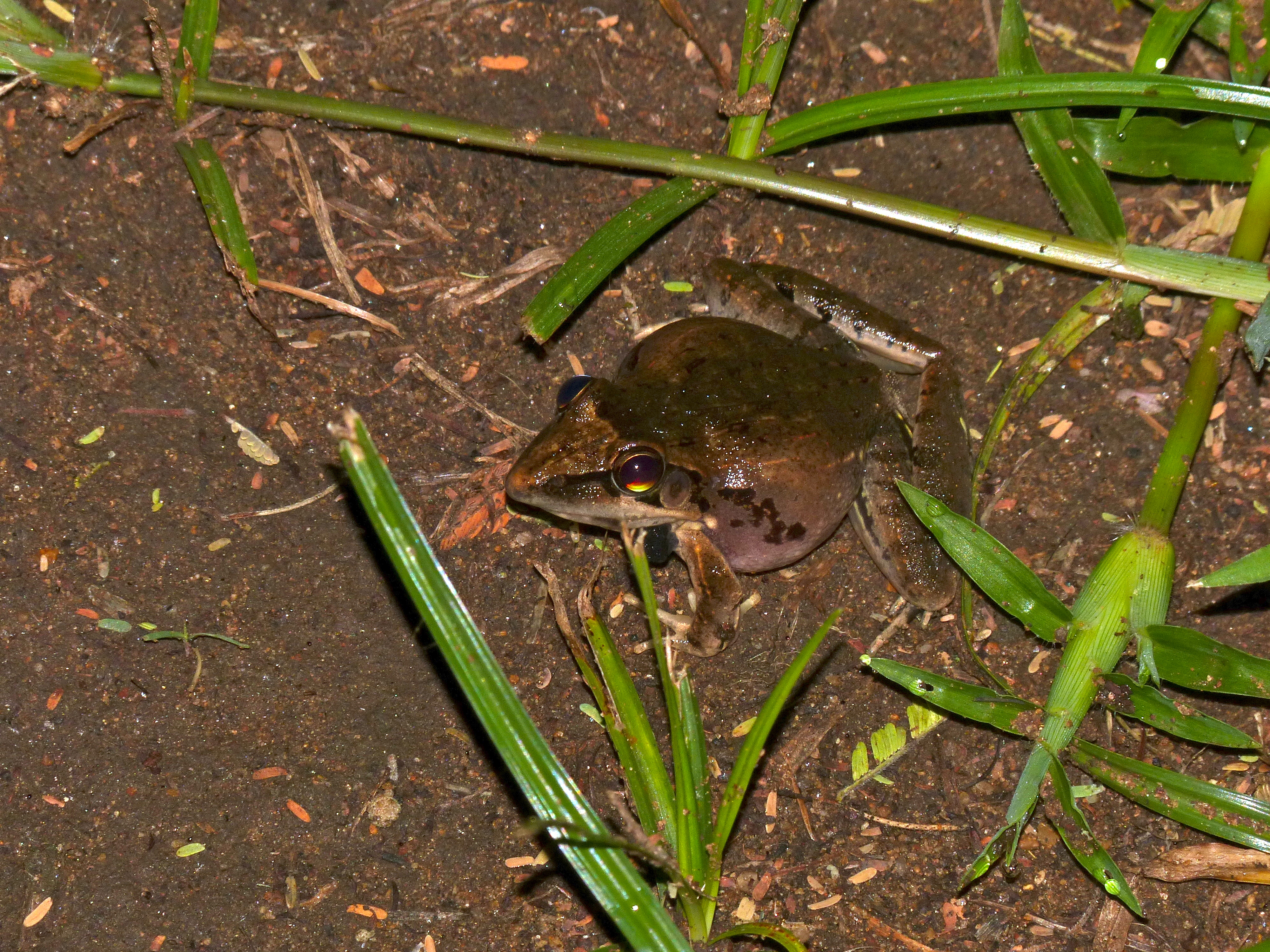
Уткоголосая лягушка
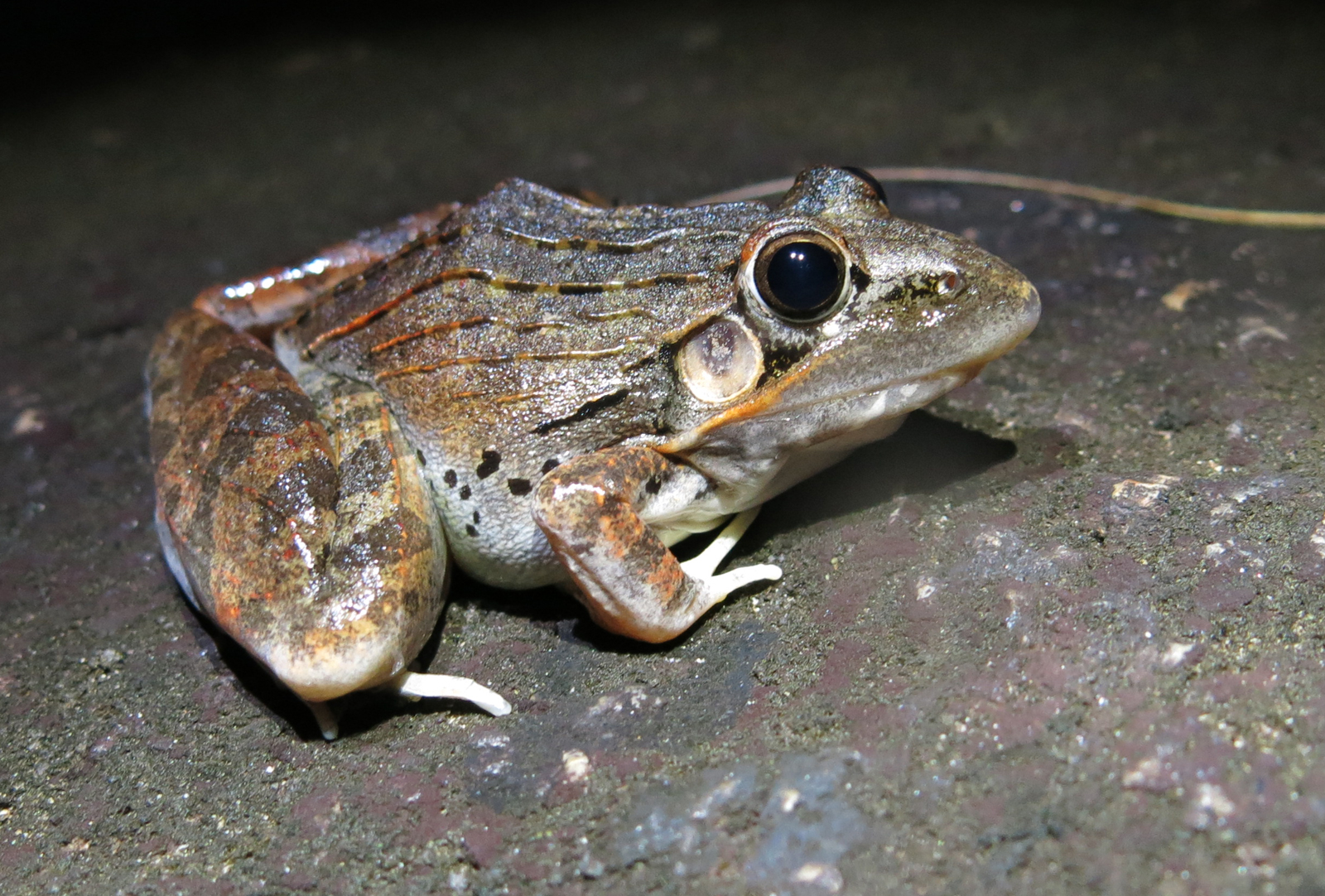
Острорылая лягушка
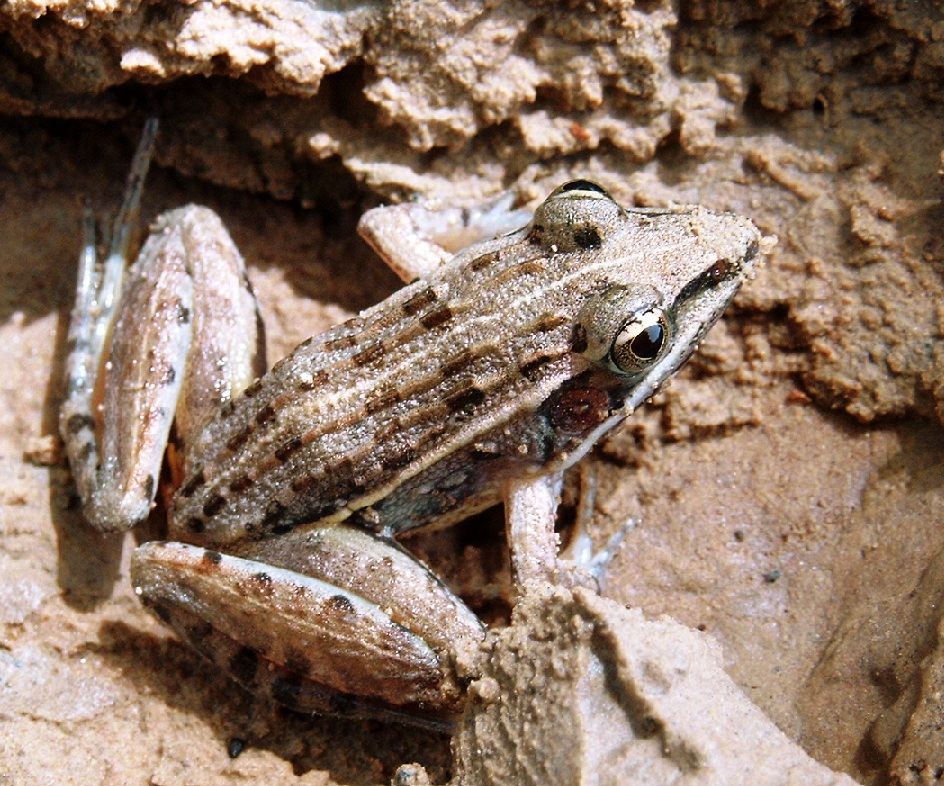
Булькающая лягушка